# Synodontis soloni
Synodontis soloni hay còn gọi là scissortail synodontis, là tên của một loài cá da trơn bơi lộn ngược và là loài đặc hữu của Cộng hòa Dân chủ Congo. Tại đó, chứng xuất hiện ở sông Ubangi và những ghềnh thác ngay phía dưới vực Malebo. Vào năm 1899, nhà động vật học người Bỉ gốc Anh George Albert Boulenger đã mô tả loài cá này dựa trên mẫu vật thu thập được ở sông Congo, tại khu vực mà ngày nay là Cộng hòa Dân chủ Congo. Tên loài soloni được đặt theo tên của Alexandre Solon, người đã giúp đỡ trong việc thu thập mẫu vật của loài cá này.

## Mô tả
Tương tự như nhiều loài trong chi Synodontis, S. geledensis xương đỉnh đầu của chúng kéo dài ra phía sau đến tia vây đầu tiên của vây lưng thì dừng lại. Hai bên đầu chúng mọc ra hai cái xương hẹp, cứng, nhám, chiều dài thì hơn chiều rộng, đỉnh thì nhọn. Nhờ bộ phận này mà các nhà nghiên cứu có thể nhận dạng được loài cá này.
Chúng có 3 cặp râu. Một cặp ở hàm trên thì dài, không phân nhánh, có thể có màng ở nối với cơ thể ở gốc, khi mở rộng thì có chiều dài hơn chiều dài của đầu một chút. Còn hai cặp ở dưới thì có độ dài không bằng nhau. Cặp ngoài cùng thì dài hơn cặp trong cùng gần gấp hai lần và cả hai đều phân nhánh.
Tia vây đầu tiên của vây lưng và vây ngực thì cứng và có đỉnh nhọn. Ở phần lưng thì hơi cong, ngắn hơn chiều dài của đầu một chút, phía trước thì mềm hoặc có răng cưa rất ít và phía sau thì nhiều răng cưa hơn. Còn ở phần ngực thì cũng ngắn hơn chiều dài của đầu giống như vây lưng và có răng cưa ở 2 bên. Vây hậu môn thì có 3 tia vây không nhánh và 7 tia vây phân nhánh, đỉnh thì cùn. Vây đuôi thì chia ra làm 2 rất rõ ràng.
Ở hàm trên thì răng của chúng có hình cái đục, còn ở hàm dưới thì có hình chữ S (hay hình cái móc). Số lượng răng ở hàm dưới thường được dùng để phân biệt các loài, ở Synodontis caudovittatus thì hàm dưới có từ 18 đến 20 cái răng.
Cơ thể của loài cá này có màu xám-ô liu, có vân cẩm thạch màu nâu, và phía dưới thì có màu trắng. Vây lưng và đuôi thì có đốm tròn màu nâu.
Chiều dài của chúng khi trưởng thành có thể lên đến 15.5 cm (6.1 in). Nhìn chung thì cá thể giống cái thì to hơn giống đực dù cùng lứa tuổi với nhau.

## Môi trường sống và tập tính
Trong tự nhiên, khu vực sinh sống của loài cá này được biết là ở những ghềnh thác của vực Malebo và thị trấn Libenge. Bên cạnh đó, nó còn được tìm thấy ở sông Ubangi và hạ lưu lưu vực sông Congo. Chúng bị đánh bắt với mục đích tiêu thụ của con người và hiện đang bị đe dọa do việc xây dựng đập thủy điện và ô nhiễm môi trường.
Hành vi sinh sản của các loài trong chi Synodontis hầu như vẫn chưa rõ, ngoại trừ việc đếm được số lượng trứng từ việc đánh bắt được các cá thể cái. Mùa sinh sản thì có lẽ diễn ra vào mùa lũ từ tháng 7 đến tháng 10, rồi chúng bắt cặp và bơi cùng nhau đến hết mùa sinh sản. Tốc độ phát triển của chúng tăng nhanh vào năm đầu tiên rồi giảm dần theo từng năm.